# Argo (cratera)

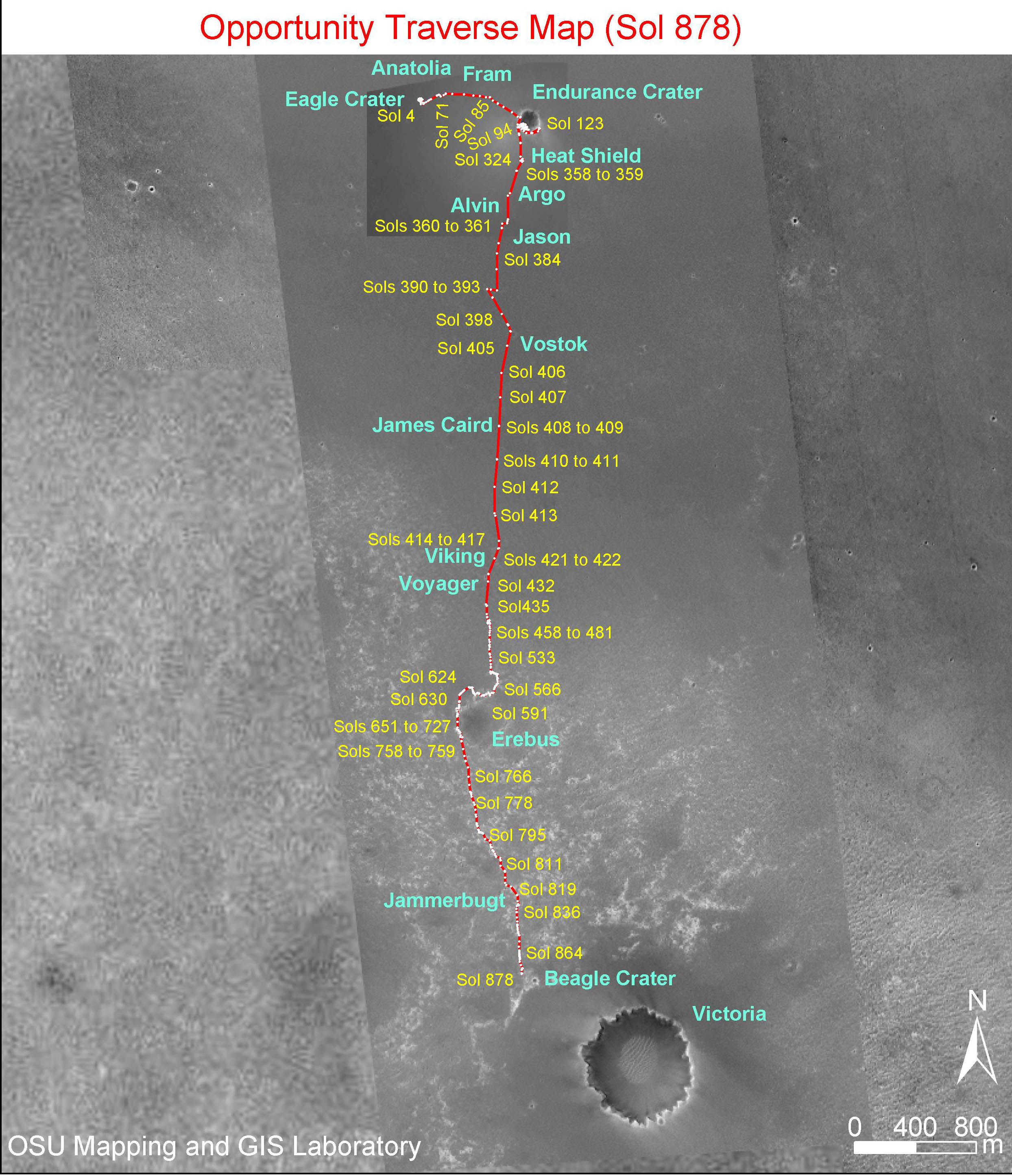
Trajeto da Opportunity pelo Meridiani Planum.

Argo é uma cratera de impacto localizada no Meridiani Planum, em Marte, que foi visitada pela sonda Opportunity  aproximadamente em seu 365º sol marciano. A cratera se localiza a aproximadamente 300 metros a sul do escudo térmico e da Heat Shield Rock.